# Бостад
Бостад (швед. Båstad; швед. вимова: [ˈbôːsta(d)]) — місцевість і центр комуни Бостад, лен Сканія, Швеція, з приблизно 5000 постійних жителів. Один із найбільш типових літніх курортів Швеції. Населення, імовірно, щонайменше удвічі більше в період з квітня по вересень. Його муніципалітет має схожу схему: приблизно 15 000 постійних жителів, але понад 30 000 у липні. Деякі села в муніципалітеті взимку майже порожні, але в липні мають понад 2000 «літніх гостей». Тореков – яскравий тому приклад.
У Швеції Бостад добре відомий тенісом. Найбільший центральний суд Швеції розташований у центрі міста і може вмістити понад 5000 осіб. Кілька найкращих національних гравців, таких як Бйорн Борг, Матс Віландер і Стефан Едберг, грали в теніс у Бостаді.

## Географія
Місто розташоване в захищеній бухті, за якою простягається Галландський хребет. Від берега рельєф підвищується, поки густа рослинність не займе верх.

## Історія
Перші привілеї міста були надані селищу у XIV або XV столітті, коли територія належала Данії. Першою точною датою є 1513 рік, коли їх було надано повторно. У той час друкованою назвою поселення була Botstœdœ, що перекладалося як «місце для висадки з човна».
У 1658 році ця територія була завойована Швецією, а в 1664 році Бостад отримав нові «спеціальні» привілеї, оскільки був надто незначним за розміром, щоб отримати повну королівську хартію, як одне зі шведських міст. Малий привілей дозволяв використовувати місто для торгівлі, ремесла та гостинного господарства. Незначний привілей діяв до 1858 року, коли поселення отримало права купецького міста, або Кепінг. З 1971 року це місце розташування муніципалітету Бостад.
Бостад відомий своїм тенісним турніром Swedish Open, що є частиною турніру ATP Tour, який проводиться щоліта з 1948 року. Турнір може похвалитися найбільшою кількістю кортів у країні та виховав багатьох успішних тенісистів міжнародного рівня, таких як Магнус Ларссон. Місто приваблює близько 20 000 відвідувачів щороку. З 2009 року, жіночий турнір WTA, який раніше проходив у Стокгольмі, також проводиться в Бостаді як частина Swedish Open.

## Галерея

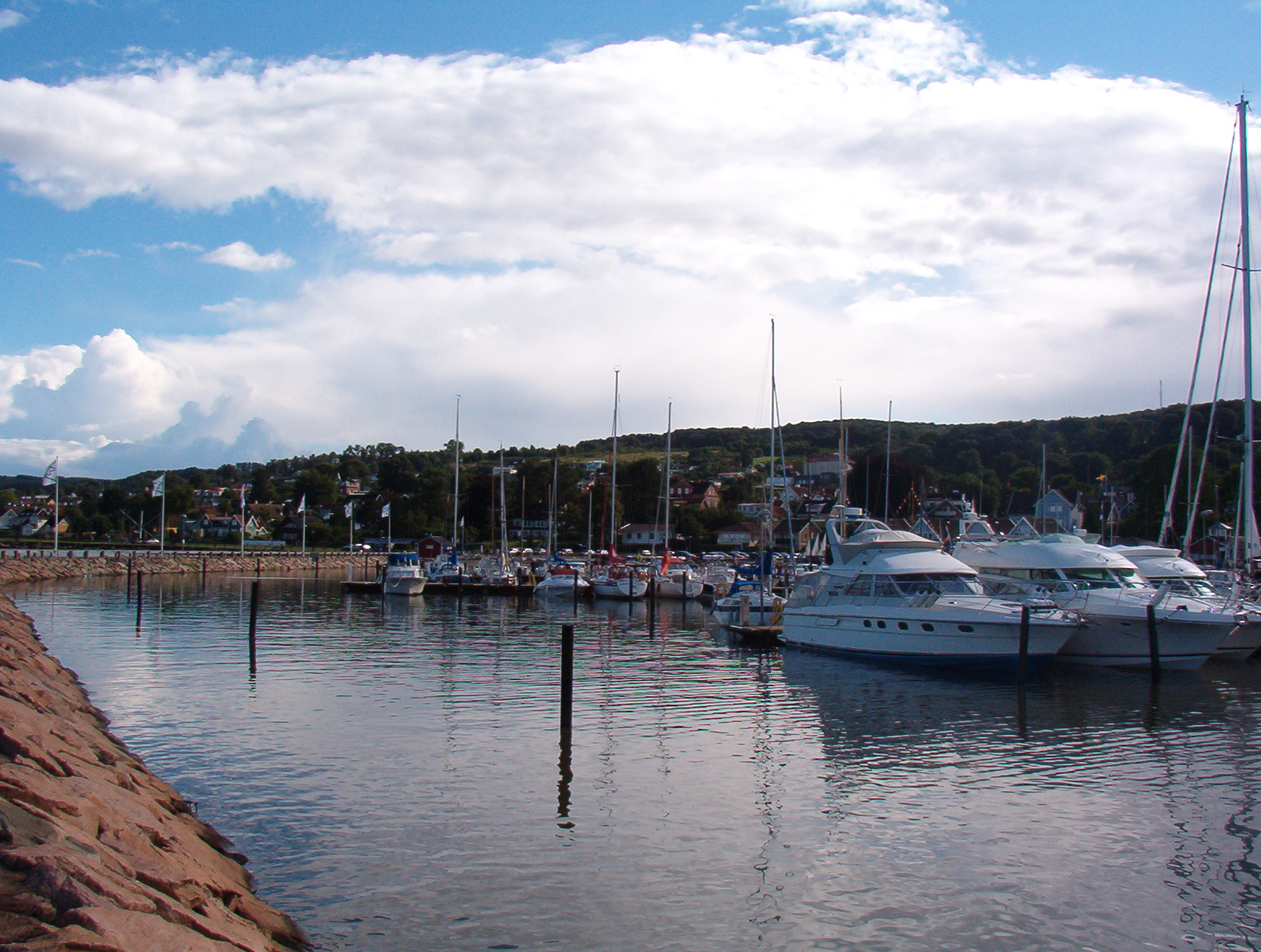
Марина; Галландський хребет на фоні
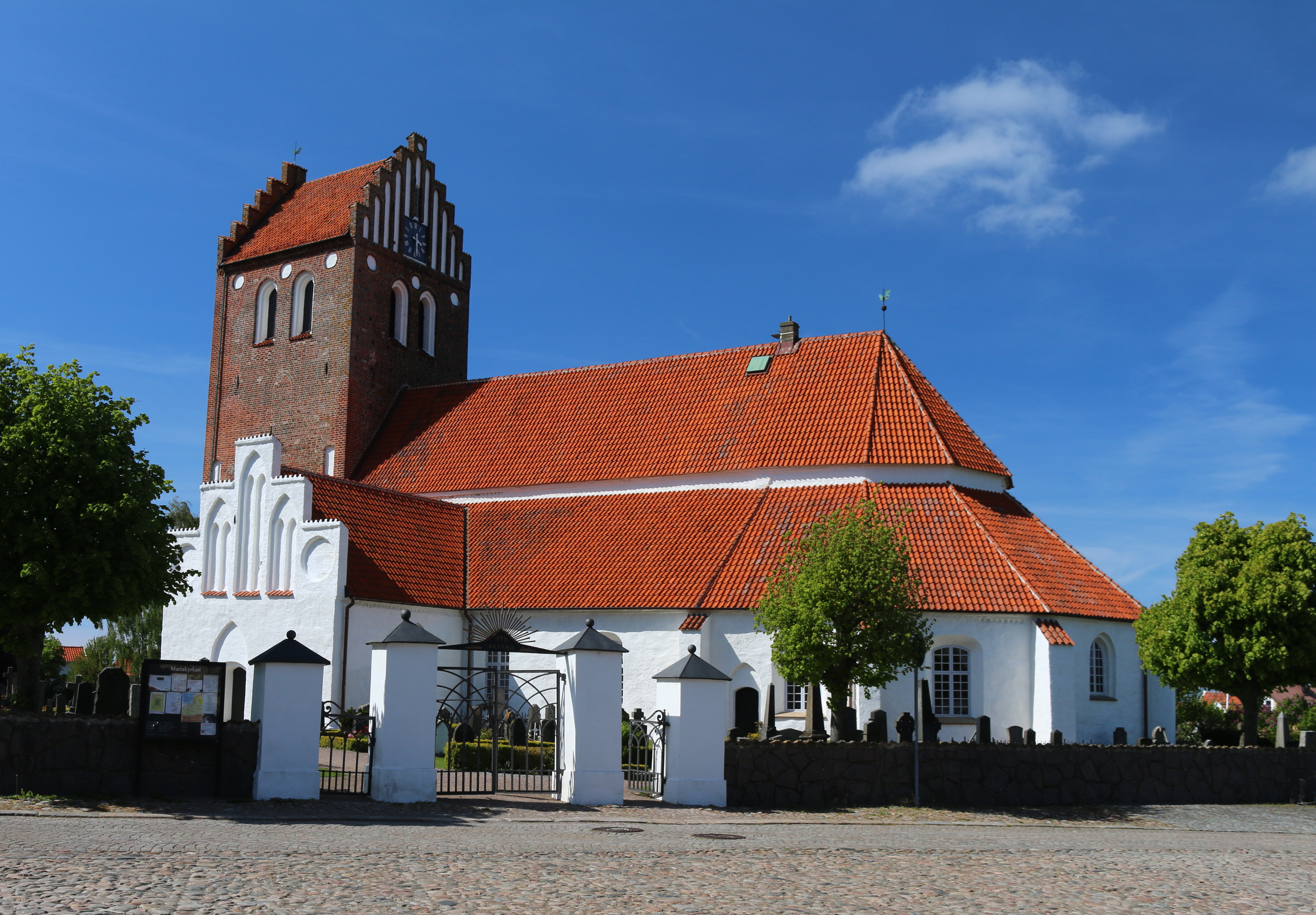
Церква Бостада